# Let Me Be Free
"Let Me Be Free" (em português:  Deixe-me Ser Livre) é um single do álbum Dreams, lançado pelo projeto de eurodance 2 Brothers on the 4th Floor em 1994. A canção foi escrita por Bobby Boer, D-Rock e Dancability, e foi produzida por 2 Brothers on the 4th Floor. Os raps são feitos por D-Rock e os vocais são de Des'Ray.
Essa canção não foi tão popular quanto o single anterior, embora tenha obtido bons resultados na parada musical dos Países Baixos, onde chegou a posição #7, e na Itália, onde chegou a posição#11.

## Faixas
CD Maxi-Single
| N.º | Título                                    | Duração |  |
| 1.  | "Let Me Be Free" (Radio Version)          | 3:25    |  |
| 2.  | "Let Me Be Free" (Beats 'R' Us Radio Mix) | 4:39    |  |
| 3.  | "Let Me Be Free" (Extended Version)       | 5:17    |  |
| 4.  | "Let Me Be Free" (Beats 'R' Us Mix)       | 6:04    |  |
| 5.  | "Let Me Be Free" (Music for Lovers Mix)   | 5:47    |  |
| 6.  | "Let Me Be Free" (Lick Mix)               | 5:45    |  |
| 7.  | "Let Me Be Free" (Dancability Club Mix)   | 4:52    |  |
| 8.  | "Let Me Be Free" (Album Version)          | 3:26    |  |

## Desempenho nas paradas musicais
| Parada musical (1994)              | Melhor posição |
| ---------------------------------- | -------------- |
| Alemanha (Germany Top 100 Singles) | 43             |
| Itália (FIMI)                      | 11             |
| Países Baixos (MegaCharts)         | 7              |
| Suécia (Sverigetopplistan)         | 23             |

| Parada de fim de ano (1994) | Melhor posição |
| --------------------------- | -------------- |
| Itália (FIMI)               | 73             |
| Países Baixos (MegaCharts)  | 67             |